# Šimon Brixi
Šimon Brixi (* 28. Oktober 1693 in Vlkava bei Nymburk, Bunzlauer Kreis; † 2. November 1735 in Prag) war ein böhmischer Organist, Kantor und Komponist des Barock aus der berühmten nordböhmischen Musikerfamilie Brixi, deren bekanntester Vertreter sein Sohn František Xaver Brixi war.

## Leben und Wirken

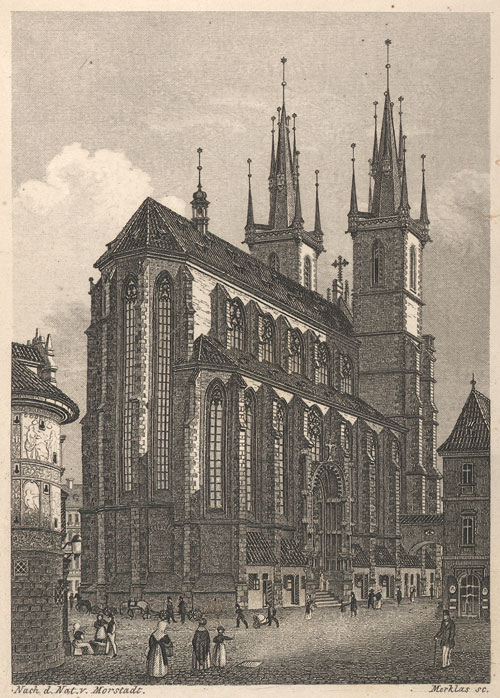
Die Teynkirche im 19. Jahrhundert.

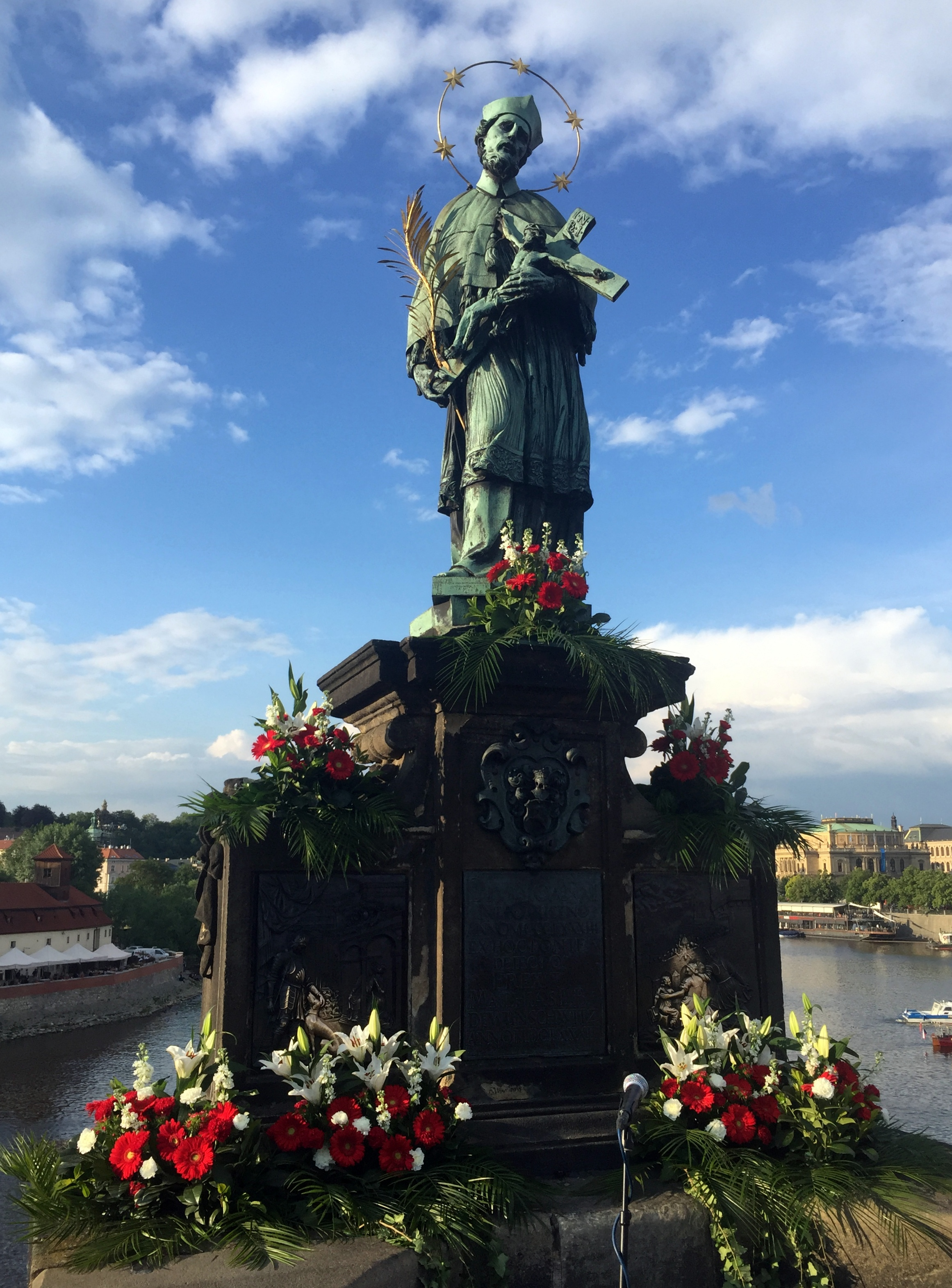
Die St.-Nepomuk-Statue auf der Karlsbrücke beim Navalis-Fest 2018.

Šimon Brixi wurde in der Familie eines Müllers im kleinen Dorf Vlkava nahe Nymburg in Mittelböhmen geboren. Zunächst besuchte er die Schule in Všejany, wo er beim Kantor Havel Čejl die Grundlagen seiner musikalischen Ausbildung erhielt. Danach wechselte er an die Pfarrschule in Nymburg, wo er die Familie des dortigen Regens chori Samuel Černohorský kennenlernte. Mit dessen Sohn, dem später renommierten Komponisten Bohuslav Matěj Černohorský, verband ihn eine lebenslange Freundschaft. Von 1711 bis 1717 besuchte Šimon Brixi das Jesuitengymnasium in Jičín. Danach zog er nach Prag, wo er bereits 1718 als Musiker im Chor der Kirche St. Martin in der Mauer in der Prager Altstadt tätig war. In dieser Kirche wurde er auch begraben.
Im Jahr 1720 immatrikulierte er sich an der juristischen Fakultät der Karls-Universität. Er brach das Studium jedoch ab, um sich ganz der Musik zu widmen. Er war zunächst Organist an der Teynkirche am Altstädter Ring und wurde später zum Regens chori und Organisten der Kirche St. Martin in der Mauer ernannt, eine Position, die er bis zu seinem Tode innehatte. Am 9. Mai 1724 heiratete er in Benátky nad Jizerou Ludmila Barbora Fialková, die Tochter des dortigen Bürgermeisters; die Trauung vollzog sein Freund, der Minoritenpriester Bohuslav Matěj Černohorský. Ein Jahr später wurde er aus dem Servitenorden entlassen und erhielt das Bürgerrecht der Prager Altstadt.
Seinen Ruhm als Komponist verdankt Šimon Brixi insbesondere seiner musica navalis („Schiffsmusik“), die er für die beliebten Navalis-Feste schrieb. Diese Feste wurden seit 1715 vom Prager Kreuzherrenorden zu Ehren des später (1729) heiliggesprochenen Johannes Nepomuk veranstaltet und fanden jährlich am 15. Mai, dem Vorabend des Johannistages, statt. Während der Feierlichkeiten fuhren festlich geschmückte Pilgerschiffe mit Musikern und Sängern an Bord die Moldau hinunter zur Karlsbrücke. Unter der Statue des heiligen Johannes Nepomuk wurde hier vor einem großen Publikum die musica navalis aufgeführt. Sie bestand stets aus drei Kompositionen: den Litaniae de Sancto Joanne Nepomuceno, dem Concertus festivus und zum Schluss der marianischen Antiphon Regina coeli. Brixis Kompositionen waren so erfolgreich, dass in den Jahren 1722 bis 1729 bei dem Anlass ausschließlich seine musica navalis aufgeführt wurde.
Von seinem umfangreichen Schaffen sind nur etwa 30 Kompositionen erhalten geblieben, wobei die Autorschaft einiger Werke umstritten ist. Der größte Teil seiner Kompositionen, die sich wahrscheinlich im Besitz der Klöster bei St. Michael, Heilig Kreuz und St. Martin befanden, ist verloren gegangen, wahrscheinlich bei der Auflösung der Klöster. Stilistisch orientiert sich seine Musik an der hochbarocken venezianischen Schule (Antonio Caldara, Johann Joseph Fux) sowie an den Kompositionen Jan Dismas Zelenkas. Brixi hinterließ hauptsächlich geistliche Musik, darunter Arien, Motetten, Litaneien, Offertorien, Gradualien und Messen. Charakteristisch für seinen Stil ist die abwechslungsreiche Gestaltung mit polyphonen und homophonen Passagen, die durchweg harmonisch reich und klanggewaltig sind. Neben Streichern, Flöten und Oboen integrierte er auch Blechbläsergruppen in seine Orchesterbesetzung und zählt zu den ersten tschechischen Komponisten, die Hörner in das Orchester einführten.
Einige seiner Kompositionen enthalten auch Melodien böhmischer geistlicher Volkslieder, was vermutlich mit seiner Jugend in der Mühle von Vlkava zusammenhängt. Zu jener Zeit waren dörfliche Mühlen ein Zentrum volkstümlicher Erzählungen und Lieder. Brixi vertonte nicht nur lateinische, sondern auch tschechische Texte, was in der tschechischen Musik des 18. Jahrhunderts ungewöhnlich ist.

## Werke (Auswahl)
Kompositionen auf lateinische Texte:
- Magnificat D-Dur – für gemischten Chor, 2 Violinen, Viola, 2 Trompeten und Orgel.
- Te Deum D-Dur – für gemischten Chor mit Instrumentenbegleitung.
- Requiem a-Moll – für gemischten Chor und Orgel.
- Alma redemptoris mater – für Bass, 2 Violinen und Orgel.
- Salve Regina Funebralis Simplicitatis – für gemischten Chor, 2 Violinen und Basso continuo.
- Veni Sancte Spiritus – für Sopran, Alt, 2 Violinen und Orgel.
- Domine ad adjuvandum – für gemischten Chor, 2 Violinen, 2 Klarinetten und Orgel.
- Graduale Tu es Deus – für Sopran, 2 Violinen, Viola, Orgel und Violone.
- Messe D-Dur – für gemischten Chor, 2 Violinen und Orgel.
- Kyrie et Gloria De Nativitate Domini nostri Jesu Christi – für gemischten Chor, 2 Violinen, 2 Hörner und Orgel.
- Moteto per il Santissimo – für gemischten Chor, 2 Violinen, 2 Trompeten und Basso continuo.
- Litaniae de venerabili Sacramento.
- Litaniae de omnibus Sanctis.
- Litaniae de Sancto Joanne Nepomuceno.
- Litaniae Lauretanae.
- Aria duplex De passione Domini nostri Jesu Christi – für Alt, 3 Violas und basso continuo.
- Cancer preambulans suis junioribus seu pedagogus docens juvenes syllabizare – Schulstück.

Kompositionen auf tschechische Texte:
- Weihnachtsgraduale – für gemischten Chor, 2 Violinen, Basso continuo und Drehleier (Paraphrase des Weihnachtsliedes Narodil se Kristus Pán)
- Vesele zpívejme – Adventslied mit Begleitung (2 Violinen, 2 Violen und Orgel)
- Offertorium Slyš pak, ty národe – Motette zum Dreikönigstag
- Offertorium über Johannes Nepomuk